# Agdistopis sinhala
Agdistopis sinhala is een vlinder uit de familie van de Macropiratidae. De wetenschappelijke naam van de soort is voor het eerst geldig gepubliceerd in 1909 door Fletcher.